# Hjo stad
Hjo stad var en stad och kommun i Skaraborgs län.

## Administrativ historik
Hjo är känd som stad vid sekelskiftet 1400, och fick sina äldre privilegier bekräftade den 13 december 1856.
Staden blev en egen kommun, enligt Förordning om kommunalstyrelse i stad (SFS 1862:14) från och med den 1 januari 1863, då Sveriges kommunsystem infördes. 1952 inkorporerades Hjo landskommun och Grevbäcks landskommun. 1971 gick staden upp i den då nybildade Hjo kommun.
1 januari 2016 inrättades distriktet Hjo, med samma omfattning som Hjo församling hade 1999/2000 och fick 1989, och vari detta område ingår.
Stadens rådhusrätt upphörde med utgången av år 1944, då Hjo stad lades under landrätt och ingick därefter i Gudhems och Kåkinds tingslag.
I kyrkligt hänseende hörde staden till Hjo stadsförsamling. Den 1 januari 1952 tillkom Hjo landsförsamling och Grevbäcks församling.

### Sockenkod
För registrerade fornfynd med mera så återfinns staden inom ett område definierat av sockenkod 1924 som motsvarar den omfattning Hjo socken med staden hade kring 1950.

## Stadsvapnet
Blasonering: I blått ett enmastat segelfartyg med korsprydd mast och tvärskuren flagga, allt av guld.
Stadsvapnet från 1933 bygger på ett 1600-talssigill. Efter kommunbildningen registrerades det oförändrat för Hjo kommun 1979. Inga andra i kommunen ingående enheter hade några heraldiska vapen.

## Geografi
Hjo stad omfattade den 1 januari 1952 en areal av 92,03 km², varav 88,24 km² land.

### Tätorter i staden 1960
I Hjo stad fanns tätorten Hjo, som hade 3 266 invånare den 1 november 1960. Tätortsgraden i staden var då 70,8 procent.

## Befolkningsutveckling
| Befolkningsutvecklingen i Hjo stad 1805–1970 | Befolkningsutvecklingen i Hjo stad 1805–1970 | Befolkningsutvecklingen i Hjo stad 1805–1970 | Befolkningsutvecklingen i Hjo stad 1805–1970 | Befolkningsutvecklingen i Hjo stad 1805–1970 |
| --- | -------------------------------------------- | -------------------------------------------- | -------------------------------------------- | -------------------------------------------- |
| |                                              |                                              |                                              |                                              |
| År |                                              |                                              | Folkmängd                                    |                                              |
| 1805 | 1805                                         |                                              | 350                                          |                                              |
| 1810 | 1810                                         |                                              | 405                                          |                                              |
| 1820 | 1820                                         |                                              | 502                                          |                                              |
| 1830 | 1830                                         |                                              | 544                                          |                                              |
| 1840 | 1840                                         |                                              | 615                                          |                                              |
| 1850 | 1850                                         |                                              | 816                                          |                                              |
| 1860 | 1860                                         |                                              | 1 164                                        |                                              |
| 1870 | 1870                                         |                                              | 1 261                                        |                                              |
| 1880 | 1880                                         |                                              | 1 446                                        |                                              |
| 1890 | 1890                                         |                                              | 1 445                                        |                                              |
| 1900 | 1900                                         |                                              | 1 668                                        |                                              |
| 1910 | 1910                                         |                                              | 2 268                                        |                                              |
| 1920 | 1920                                         |                                              | 2 538                                        |                                              |
| 1930 | 1930                                         |                                              | 2 758                                        |                                              |
| 1935 | 1935                                         |                                              | 2 889                                        |                                              |
| 1940 | 1940                                         |                                              | 2 984                                        |                                              |
| 1945 | 1945                                         |                                              | 3 121                                        |                                              |
| 1950 | 1950                                         |                                              | 4 803                                        |                                              |
| 1955 | 1955                                         |                                              | 4 738                                        |                                              |
| 1960 | 1960                                         |                                              | 4 612                                        |                                              |
| 1965 | 1965                                         |                                              | 4 657                                        |                                              |
| 1970 | 1970                                         |                                              | 4 873                                        |                                              |
| Anm: 1952 inkorporerades kommunerna Grevbäck och Hjo landskommun. För åren 1805-1945: befolkning enligt folkräkning 31 december enligt den administrativa indelningen den 1 januari följande år. 1950 avser befolkning enligt folkräkning den 31 december enligt den administrativa indelningen den 1 januari 1952. 1955 avser den kyrkobokförda befolkningen den 31 december enligt den administrativa indelningen den 1 januari följande år. 1960 och 1965 avser befolkning enligt folkräkning den 1 november enligt den administrativa indelningen den 1 januari följande år. 1970 avser befolkning enligt folkräkning den 1 november i det område som Hjo stad omfattade när den ombildades till Hjo kommun 1 januari 1971. |                                              |                                              |                                              |                                              |

## Politik

### Mandatfördelning i valen 1919–1966
| 2 | 8 | 12 |

| 21 |

| 2 | 7 | 13 |

| 21 |

| 1 | 6 | 15 |

| 20 |

| 4 | 6 | 12 |

| 21 |

| 4 | 7 | 11 |

| 20 |

| 7 | 6 | 9 |

| 20 |

| 9 | 5 | 8 |

| 19 | 3 |

| 9 | 5 | 8 |

| 19 | 3 |

| 10 | 7 | 5 |

| 20 |

| 15 | 2 | 8 | 7 |

| 29 |

| 14 | 3 | 7 | 8 |

| 30 |

| 13 | 4 | 7 | 8 |

| 29 |

| 15 | 4 | 7 | 6 |

| 28 |

| 14 | 5 | 6 | 7 |

| 30 |